# Tetraleurodes errans
Tetraleurodes errans és un hemípter del gènere Tetraleurodes de la família dels Aleiròdids.
L'espècie va ser descrita científicament per primera vegada per Bemis el 1904.